# A Guarda
A Guarda és un municipi de la província de Pontevedra, situat a l'extrem sud-oest de Galícia, al límit amb Portugal. Pertany a la comarca d'O Baixo Miño.

## Geografia
Es troba al sud-oest de Galícia, a la desembocadura del riu Miño. Limita al nord i est amb el municipi d'O Rosal, a l'oest amb l'oceà Atlàntic i al sud-est amb Portugal, del qual està separat pel Miño. És accessible per la carretera PO-552 des de Tui i des de Baiona, i des de Caminha per transbordador. Es troba a 50 km de Vigo i 120 de Santiago de Compostel·la.
Els seus cims més alts són el Monte de Santa Trega (341 m) i el Monte Terroso (350 m). Les platges del municipi són: Area Grande, Fedorento, Carreiro, A Lamiña, O Muíño, A Armona i O Codesal.

## Parròquies
- Camposancos (Santa Isabel)
- A Guarda (Santa María)
- Salcidos (San Lourenzo).

## Llocs d'interès
- Castro de Santa Trega
- Església de Santa Maria Asunción
- Convent de San Bieito
- Torre del Rellotge
- Museu del Mar

## Ciutats agermanades
- Santo Domingo, República Dominicana (2005)[1]